# (5507) Niijima
(5507) Niijima est un astéroïde de la ceinture principale.

## Description
(5507) Niijima est un astéroïde de la ceinture principale. Il fut découvert le 21 octobre 1987 à Toyota par Kenzo Suzuki et Takeshi Urata. Il présente une orbite caractérisée par un demi-grand axe de 2,58 UA, une excentricité de 0,14 et une inclinaison de 2,6° par rapport à l'écliptique.

## Compléments